# V489 Большой Медведицы
V489 Большой Медведицы (лат. V489 Ursae Majoris) — одиночная переменная звезда в созвездии Большой Медведицы на расстоянии приблизительно 302 световых лет (около 92 парсеков) от Солнца. Видимая звёздная величина звезды — от +13,99m до +13,92m.

## Характеристики
V489 Большой Медведицы — вращающаяся переменная звезда типа BY Дракона (BY).